# Rivière William
Pour les articles homonymes, voir William.
La Rivière William est un affluent de la Grande rivière Noire Est, traversant les municipalités de Sainte-Lucie-de-Beauregard et Saint-Adalbert, dans L'Islet (municipalité régionale de comté), dans la région administrative de Chaudière-Appalaches, au Sud du Québec, au Canada.
Le cours de la rivière William coule plus ou moins en parallèle à la Grande rivière Noire (fleuve Saint-Jean), à la Petite rivière William et à la frontière canado-américaine. Le sous-bassin versant de la « Rivière William » est accessible surtout par la route du 4e rang.

## Hydrographie
La « Rivière William » prend sa source d’un ruisseau de montagne dans le canton de Talon dans la municipalité de Sainte-Lucie-de-Beauregard, dans les Monts Notre-Dame. Cette source est située à :
- 10,1 km au Sud-Ouest de la confluence de rivière William ;
- 5,5 km au Nord-Ouest du centre du village de Sainte-Lucie-de-Beauregard ;
- 3,6 km au Nord-Est du sommet du « Mont Sugar Loaf » dont sommet atteint 640 m ;
- 9,8 km au Nord-Ouest de la frontière canado-américaine.

À partir de sa source, la « Rivière William » coule sur 12,6 km au Québec, selon les segments suivants :
- 2,2 km vers le Nord-Est dans Sainte-Lucie-de-Beauregard en traversant les "Étangs à McGill", jusqu'à la route du 4e rang ;
- 2,1 km vers le Nord-Est en traversant les "Étangs à McGill", jusqu’à la limite de Saint-Adalbert ;
- 7,8 km vers le Nord-Est, jusqu'à la route 285 ;
- 0,5 km vers le Sud-Est, jusqu'à la confluence de la rivière[2].

La Rivière William se déverse sur la rive Nord de la Grande rivière Noire Est dans le canton de Leverrier de Saint-Adalbert. Cette confluence est située à :
- 7,9 km au Sud-Est du centre du village de Saint-Marcel (Québec) ;
- 18,7 km au Nord-Ouest de la frontière canado-américaine (Québec-Maine).

À partir de la confluence de la « Rivière William », la Grande rivière Noire Est s’écoule vers le Nord-Est jusqu’à la Grande rivière Noire (fleuve Saint-Jean). Cette dernière coule à son tour vers le Nord-Est, vers le Sud-Est puis vers l’Est jusqu’à la rive Ouest du fleuve Saint-Jean. Ce dernier coule vers l'Est et le Nord-Est en traversant le Maine, puis vers l'Est et le Sud-Est en traversant le Nouveau-Brunswick. Finalement le courant se déverse sur la rive Nord de la Baie de Fundy laquelle s’ouvre vers le Sud-Ouest sur l’Océan Atlantique.

## Toponymie
Le toponyme "Rivière William" a été officialisé le 5 décembre 1968 à la Commission de toponymie du Québec.